# أسوأ رحلة في العالم (كتاب)
كتاب أسوأ رحلة في العالم (بالإنجليزية: The Worst Journey in the World)‏ هو كتاب مذكرات كتبها أبسلي تشيري غارارد عن رحلة روبرت فالكون سكوت المسماة بعثة الأرض الجديدة تيرا نوفا Terra Nova Expedition إلى القطب الجنوبي بين عامي 1910 و1913.
حظي الكتاب بالكثير من المدح بسبب تناوله الصريح عن الصعوبات التي واجهت البعثة الاستكشافية، وأسباب فشلها الكارثي، وكذا معنى المعاناة الإنسانية تحت الظروف القاسية للطبيعة.